# Liga del Fútbol Profesional Boliviano 1981
La Liga del Fútbol Profesional Boliviano 1981 è stata la 5ª edizione della massima serie calcistica della Bolivia, ed è stata vinta dal Wilstermann.

## Formula
Il campionato si disputa con il girone unico. Quattro squadre si qualificano poi alle semifinali.

## Classifica finale
| Pos. | Squadra             | Pt | G  | V  | N | P  | GF | GS | DR  |
| ---- | ------------------- | -- | -- | -- | - | -- | -- | -- | --- |
| 1.   | The Strongest       | 38 | 26 | 16 | 6 | 4  | 71 | 30 | +41 |
| 2.   | Bolívar             | 37 | 26 | 17 | 3 | 6  | 62 | 32 | +30 |
| 2.   | Oriente Petrolero   | 37 | 26 | 16 | 5 | 5  | 50 | 22 | +28 |
| 4.   | Petrolero           | 33 | 26 | 15 | 3 | 8  | 41 | 27 | +14 |
| 5.   | Blooming            | 32 | 26 | 12 | 8 | 6  | 55 | 37 | +18 |
| 6.   | Wilstermann         | 29 | 26 | 11 | 7 | 8  | 57 | 34 | +23 |
| 7.   | Guabirá             | 28 | 26 | 11 | 6 | 9  | 36 | 53 | -17 |
| 8.   | Deportivo Municipal | 26 | 26 | 10 | 6 | 10 | 45 | 47 | -2  |
| 9.   | Aurora              | 23 | 26 | 9  | 5 | 12 | 51 | 54 | -3  |
| 10.  | San José            | 18 | 26 | 8  | 2 | 16 | 30 | 52 | -22 |
| 11.  | Real Santa Cruz     | 17 | 26 | 7  | 3 | 16 | 32 | 60 | -28 |
| 11.  | Ind. Petrolero      | 17 | 26 | 5  | 7 | 14 | 30 | 69 | -39 |
| 11.  | Ind. Unificada      | 17 | 26 | 4  | 9 | 13 | 26 | 42 | -16 |
| 14.  | Always Ready        | 12 | 26 | 4  | 9 | 13 | 26 | 42 | -16 |

## Fase finale

### Quarti di finale
| Arbitro: | Antequera |

|  |           |             |
|  | Marcatori | 59’ Sánchez |

| Arbitro: | Barrancos |

|                                      |           |           |
| Taborga 7’, 11’, 36’, 78’ Melgar 13’ | Marcatori | 61’ Ayala |

| Arbitro: | Ortubé |

|                                                               |           |                                     |
| Pérez 42’ Góngora 46’ (pt), 47’, 63’ Berrios 56’ Zambrano 74’ | Marcatori | 14’ Romero 28’ Morales 44’ Figueroa |

| Arbitro: | Antequera |

|             |           |  |
| Salinas 58’ | Marcatori |  |

| Arbitro: | Barrancos |

|                              |           |             |
| Márquez 15’, 55’ Guillén 53’ | Marcatori | 85’ Ayaviri |

| Arbitro: | Ortubé |

|                               |           |           |
| Orihuela 76’ Rojas 90’ (rig.) | Marcatori | 59’ Ávila |

| Santa Cruz de la Sierra 16 dicembre 1981, ore 20:40 | Guabirá | 0 – 0 referto | Oriente Petrolero | Estadio Ramón Tahuichi Aguilera\| Arbitro: \| Riveros \| |
| Arbitro:                                            | Riveros |               |                   |                                                          |

### Semifinali

#### Andata
| Arbitro: | Barrancos |

|                       |           |  |
| Cunla 51’ Navarro 76’ | Marcatori |  |

| Arbitro: | Riveros |

|                                                                       |           |                     |
| Sánchez 18’, 57’ Saucedo 20’, 47’ Aguilar 22’ Melgar 55’ Paniagua 87’ | Marcatori | 12’ Pérez 71’ Calle |

#### Ritorno
| Arbitro: | Ortubé |

|  |           |           |
|  | Marcatori | 66’ Soria |

| Arbitro: | Antequera |

|              |           |                     |
| Zambrana 32’ | Marcatori | 22’, 31’, 55’ Rojas |

### Finale

#### Andata
| Santa Cruz de la Sierra 27 dicembre 1981, ore 17:00 | Blooming  | 0 – 0 referto | Wilstermann | Estadio Ramón Tahuichi Aguilera\| Arbitro: \| Antequera \| |
| Arbitro:                                            | Antequera |               |             |                                                            |

#### Ritorno
| Arbitro: | Riveros |

|            |           |           |
| Taborga 5’ | Marcatori | 44’ Rojas |

#### Spareggio
| Arbitro: | Ortubé |

|  |           |            |
|  | Marcatori | 6’ Taborga |

## Verdetti
- Jorge Wilstermann campione nazionale
- Jorge Wilstermann e Blooming in Coppa Libertadores 1982
- Always Ready retrocesso
- Chaco Petrolero Petrolero promosso dalla seconda divisione.

## Classifica marcatori
| Gol |  |  | Giocatore             | Squadra             |
| --- |  |  | --------------------- | ------------------- |
| 30  |  |  | Juan Carlos Sánchez   | Blooming            |
| 21  |  |  | Gastón Taborga        | Wilstermann         |
| 20  |  |  | Horacio Baldessari    | Oriente Petrolero   |
| 18  |  |  | Barrote               | Aurora              |
| 18  |  |  | Luis Fernando Salinas | Bolívar             |
| 16  |  |  | Jorge Latini          | The Strongest       |
| 15  |  |  | Ángel Zambrana        | Deportivo Municipal |
| 13  |  |  | René Melgar           | Wilstermann         |